# Garfinny Bridge

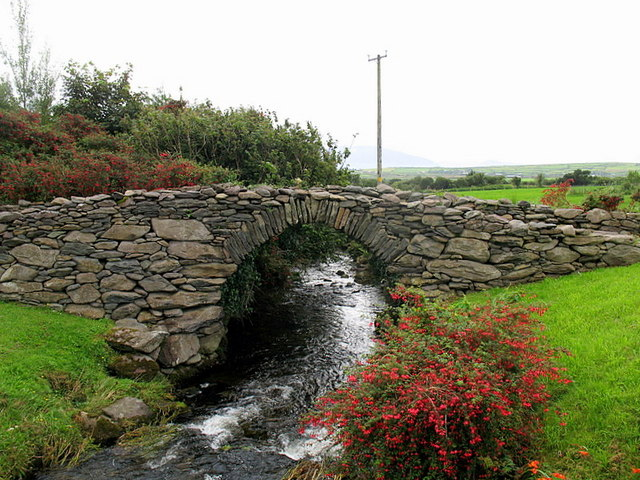
Garfinny Bridge

Garfinny Bridge (irisch Droichead na Gairfeanaí) ist eine restaurierte mittelalterliche Brücke auf der Dingle-Halbinsel im County Kerry. Sie überquert den Garfinny River nahe der Ortschaft Flemmingstown und wurde als bisher einzige Brücke in Irland zum National Monument erklärt.
Die drei Meter hohe Brücke aus dem 14. oder 15. Jahrhundert besteht aus nahezu unbearbeitetem Naturstein. Der heutige Brückenbogen ist eine Rekonstruktion des 19. Jahrhunderts.
Die Brücke ist im Volksmund als Rainbow bridge (Regenbogenbrücke) bekannt. Die lokale Tradition berichtet, dass über sie die englische Armee im Jahre 1580 unter Lord Grey de Wilton (1536–1593) im Zuge der zweiten Desmond-Rebellion zum Blutbad von Dun an Öir (Ard na Caithe/Smerwick) marschierte.  